# Enicospilus mactra
Enicospilus mactra är en stekelart som beskrevs av Townes, Townes och Gupta 1961. Enicospilus mactra ingår i släktet Enicospilus och familjen brokparasitsteklar. Inga underarter finns listade i Catalogue of Life.